# Chiesa della Natività della Beata Vergine Maria (Rossano Veneto)
La chiesa di Natività della Beata Vergine Maria, nota anche con il titolo di duomo, è la parrocchiale di Rossano Veneto, in provincia di Vicenza e diocesi di Padova; fa parte del vicariato di Cittadella.

## Storia
La prima citazione dell'ecclesia de Roxano risale al 1297 ed è contenuta in una decima papale; ulteriori menzioni si ritrovano in atti datati 1395, 1431 e 1476, dai quali si apprende che essa versava dei tributi alla pieve di Santa Maria di Bassano del Grappa.
Grazie alla relazione della visita pastorale del 3 giugno 1537 si apprende che la chiesa rossanese era nel frattempo diventata parrocchiale.
Nella notte del 10 agosto 1719 l'edificio andò distrutto a causa di un rovinoso incendio; si decise allora di costruire il nuovo luogo di culto a pochi metri da quello antico. I lavori iniziarono nello stesso anno forse su progetto di Giorgio Massari e la chiesa, sebbene non ancora terminata in ogni sua parte, venne benedetta il 15 dicembre 1722 dal vicario diocesano don Lelio Contesino. La struttura poté dirsi del tutto completa nel 1746 e il 16 ottobre del medesimo anno fu consacrata dal vescovo di Vicenza Antonio Marino Priuli; venne elevata alla dignità arcipretale nel 1761.
Il 1º maggio 1818 papa Pio VII, con la bolla De salute Dominici gregis, aggregò la parrocchia alla diocesi di Padova; la chiesa fu ampliata nel 1908 e in quell'occasione si procedette alla ricostruzione della facciata.
La parrocchiale venne ristrutturata nel 1975 e il 2 febbraio 1981 ricevette il titolo di duomo; nel 1994 si provvide a restaurare la torre campanaria e nel 2005 la facciata.

## Descrizione

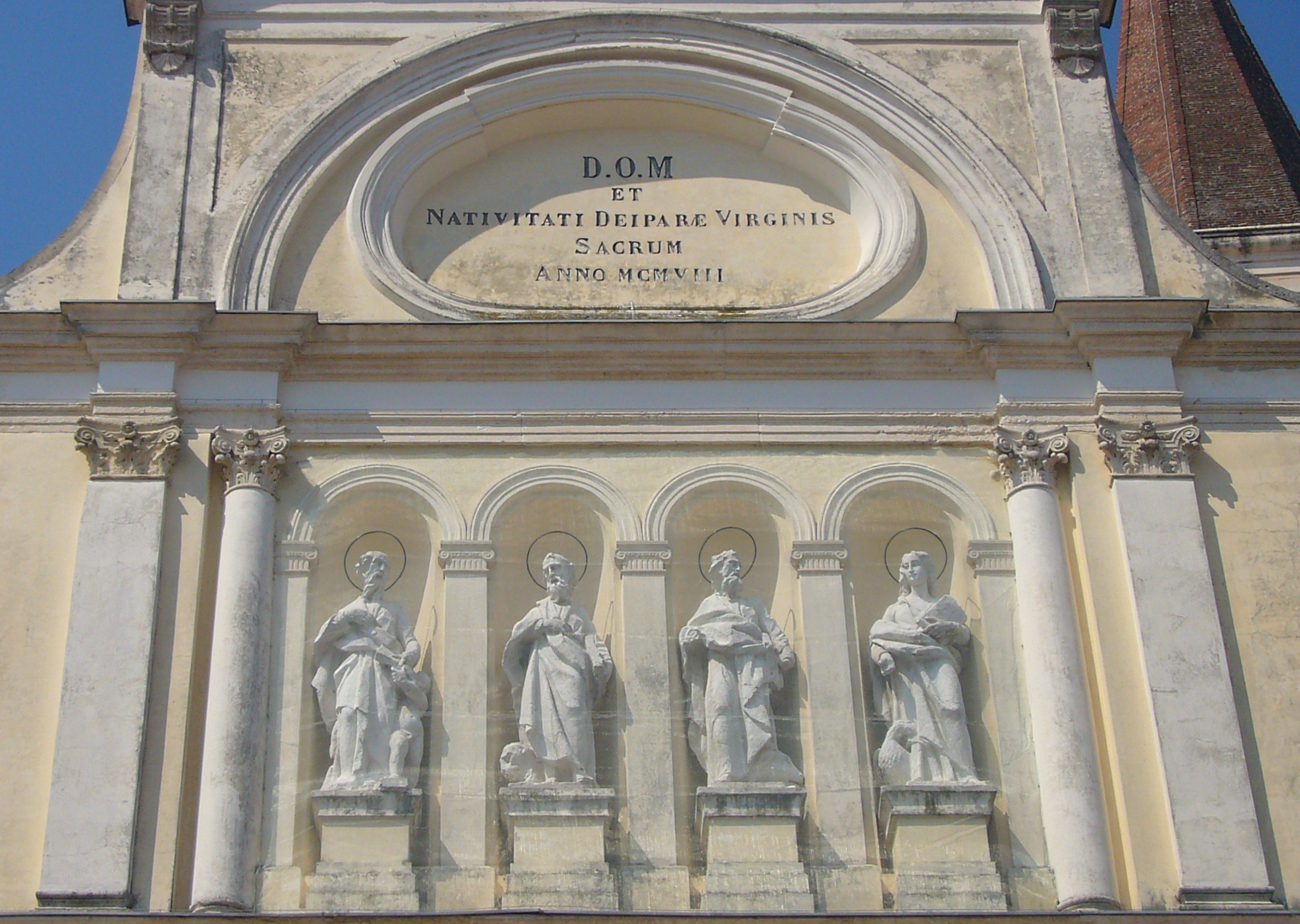
Particolare della facciata

### Esterno
La facciata della chiesa, rivolta a ponente, è suddivisa da una cornice marcapiano in due registri, entrambi scanditi da quattro lesene; quello inferiore presenta centralmente il portale d'ingresso timpanato, mentre quello superiore è caratterizzato da quattro nicchie ospitanti le statue degli Evangelisti e sovrastato dal fastigio, che è affiancato da volute e coronato dal frontone triangolare.
Annesso alla parrocchiale si erge su un alto basamento a scarpa il campanile a pianta quadrata, che misura un'altezza di 37 metri; la cella presenta su ogni lato una bifora ed è coronata dalla guglia piramidale poggiante sul tamburo base ottagonale.

### Interno
L'interno dell'edificio si compone di un'unica ampia navata a pianta rettangolare con angoli smussati, sulla quale si affacciano le cappelle laterali, introdotte da sesto archi a tutto sesto, e le cui pareti sono scandite da lesene sorreggenti il cornicione sopra il quale si imposta la volta a botte ribassata e lunettata; al termine dell'aula si sviluppa il presbiterio, rialzato di alcuni gradini e chiuso dall'abside quadrata.
Qui sono conservate diverse opere di pregio, tra le quali la tela con soggetto il Martirio di sant'Eurosia di Jaca, gli affreschi raffiguranti la Resurrezione di Gesù Cristo e Gesù Cristo e la Samaritana, il dipinto ritraente il Battesimo di Cristo e la pala che rappresenta l'Adorazione dei magi.